# Corvus bennetti
Il corvo australiano, anche noto come corvo minore o corvo di Bennett (Corvus bennetti North, 1901) è un uccello passeriforme appartenente alla famiglia Corvidae.

## Etimologia
Il nome scientifico della specie, bennetti, rappresenta un omaggio al naturalista anglo-australiano George Bennett.

## Descrizione

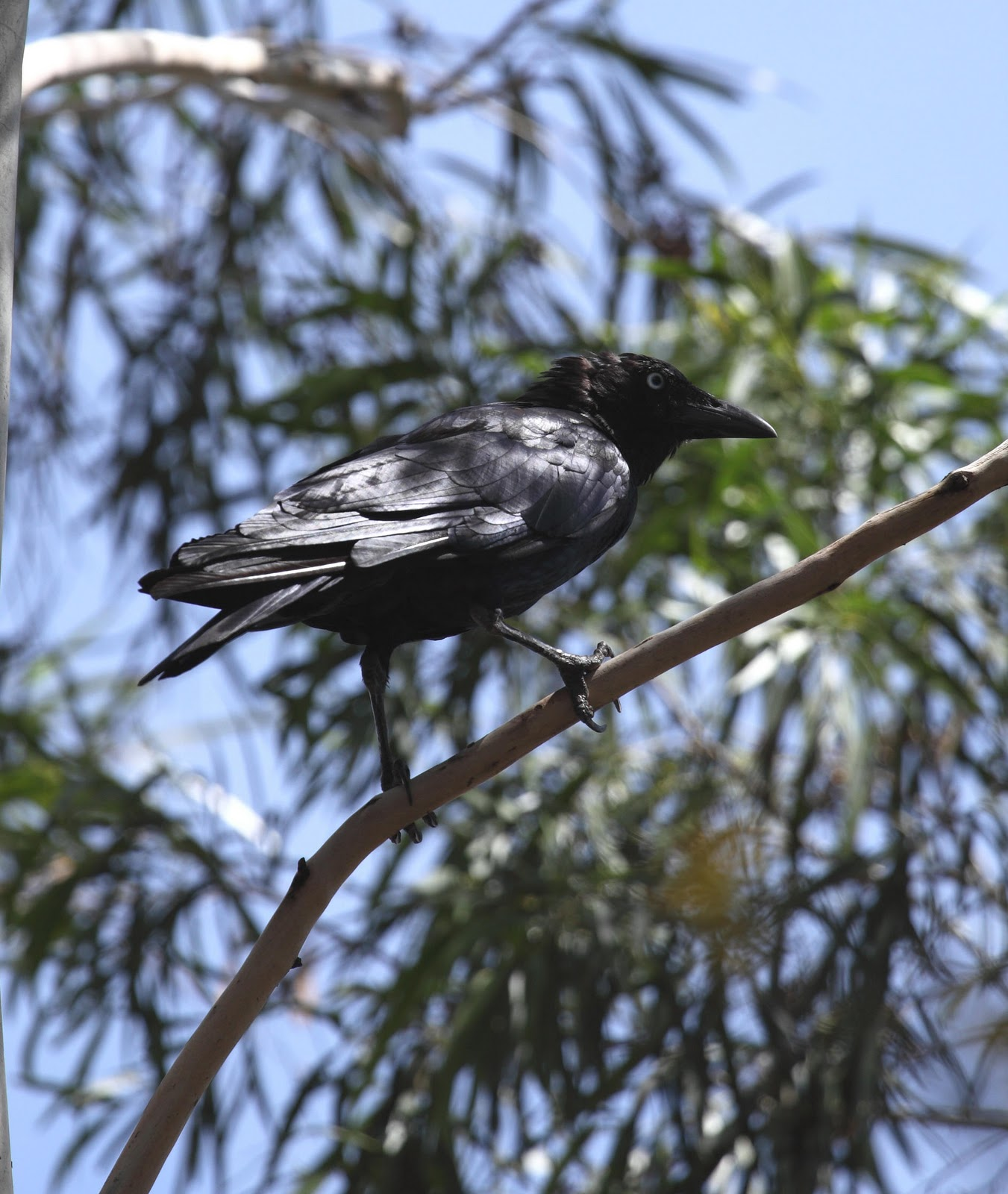
Esemplare nel Territorio del Nord.

### Dimensioni
Misura 45-48 cm di lunghezza, per 290-500 g di peso: a parità d'età, i maschi possono essere più grossi e pesanti anche di un terzo rispetto alle femmine.

### Aspetto
Si tratta di uccelli dall'aspetto robusto e slanciato, muniti di testa squadrata munita di becco conico e piuttosto corto (se paragonato a quello di altre specie di corvo), collo robusto, lunghe ali digitate, lunghe zampe e coda dall'estremità squadrata.

Nel complesso, il corvo australiano somiglia a una cornacchia dagli occhi chiari ed in particolare ricorda molto il corvo di Torres, col quale può essere facilmente confuso e dal quale si distingue per le minori dimensioni medie, particolare non sempre apprezzabile osservando la specie singolarmente.
Il piumaggio si presenta interamente di colore nero, lucido e dall'aspetto vellutato, con presenza di sfumature metalliche bluastre su testa, ali e coda.

I due sessi sono del tutto simili nella colorazione del piumaggio.
Il bbecco e le zampe sono di colore nero: gli occhi, invece, sono di colore bianco-azzurrino.

## Biologia
Il corvo australiano è un uccello dalle abitudini di vita essenzialmente diurne e moderatamente gregarie: questi uccelli si spostano in stormi di media grandezza, la cui consistenza numerica è direttamente proporzionale alla disponibilità di cibo nell'ambiente circostante. Gli stormi, durante il giorno, passano la maggior parte del tempo al suolo alla ricerca di cibo: nel tardo pomeriggio, gli stormi si involano per raggiungere dei posatoi elevati (normalmente degli alberi isolati), dove si dedicano alla socializzazione prima di riposarsi al riparo da eventuali predatori e dalle intemperie.
Il richiamo del corvo australiano consiste in una serie di tre gracchi gravi e nasali, l'ultimo dei quali tende ad abbassarsi ulteriormente di tono: esso rappresenta il modo migliore per distinguere questi uccelli dai quasi identici corvi di Torres, il cui richiamo è del tutto differente.

### Alimentazione

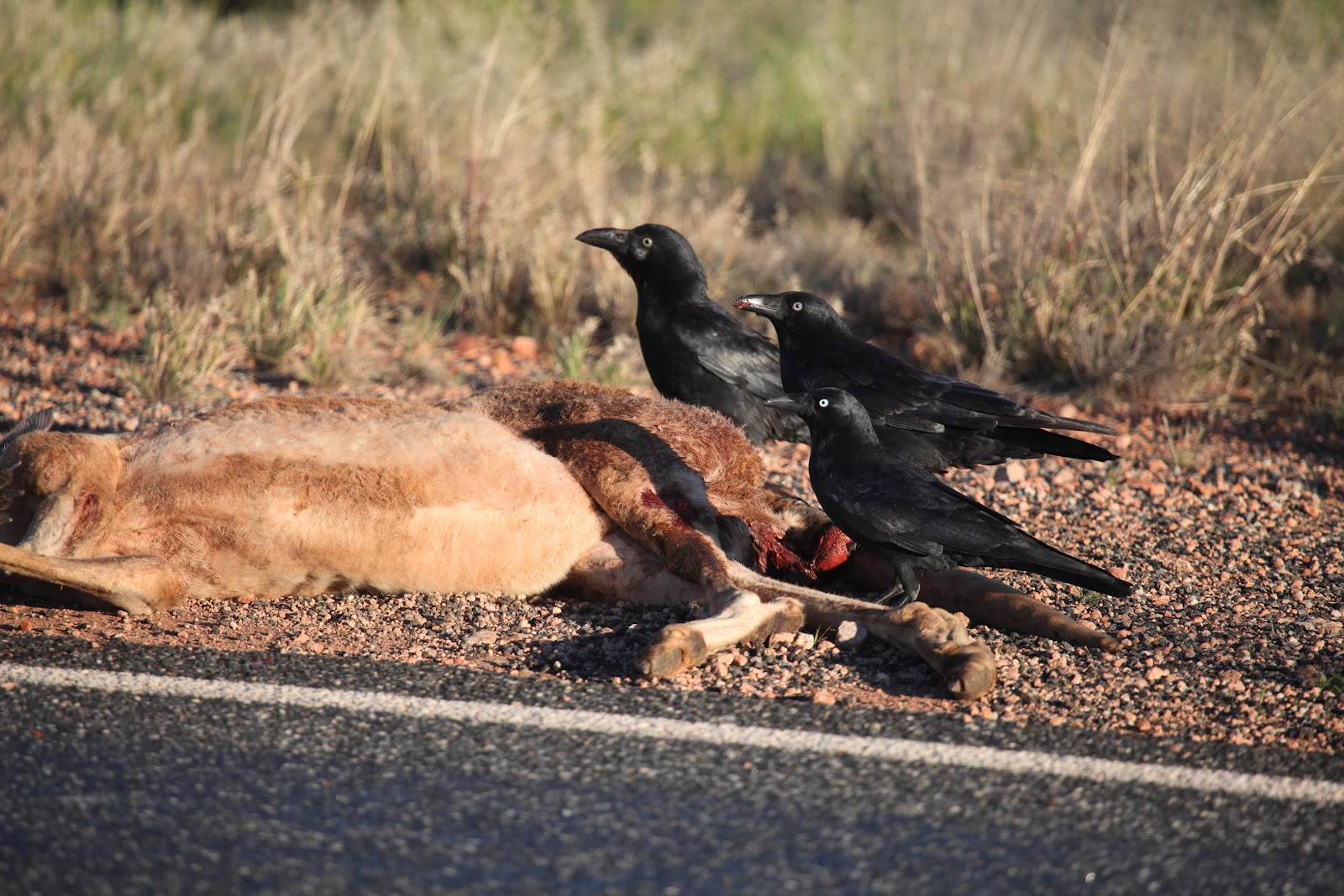
Esemplari si cibano della carcassa di un canguro sulla Stuart Highway.

Si tratta di uccelli onnivori ed opportunisti, la cui dieta si compone di una grande varietà di cibi, sia di origine vegetale (semi e granaglie, bacche, frutta) che animale (insetti, invertebrati e larve, che compongono gran parte della dieta, oltre che uova e nidiacei razziati dai nidi, piccoli vertebrati e carcasse, sebbene la specie sia meno saprofaga rispetto all'affine corvo di Torres).

### Riproduzione
Si tratta di uccelli monogami, le cui coppie durano generalmente per la vita: durante il periodo degli amori (che va dalla metà di luglio a ottobre), le coppie si allontanano dagli stormi, sedentarizzandosi durante le attività connesse alla riproduzione.
Il nido, a forma di coppa, viene costruito da ambedue i sessi fra i rami di un albero: esso ha la forma di una coppa con piattaforma circostante e viene edificato con rametti e fibre vegetali, con la parte esterna (unico caso fra i corvidi australiani) rinforzata con l'aggiunta di fango. Più coppie possono nidificare su alberi vicini, tuttavia ciascuna coppia difende l'area attorno al proprio nido da eventuali intrusi.
All'interno del nido la femmina depone 3-6 uova, che provvede a covare da sola (imbeccata e protetta dal maschio) per 18-19 giorni, al termine dei quali schiudono pulli ciechi ed implumi. Questi ultimi vengono imbeccati e accuditi da amebdue i genitori: in tal modo, possono involarsi all'incirca verso il quarantesimo giorno di vita.

I giovani, una volta involatisi, entrano a far parte dello stormo d'appartenenza dei genitori: essi dipendono da questi ultimi ancora per mesi prima di affrancarsene completamente, cosa questa che non di rado avviene durante la stagione riproduttiva seguente, quando le coppie si allontanano nuovamente per nidificare.

## Distribuzione e habitat
Come inutibile dal nome comune, il corvo australiano è endemico dell'Australia, della quale popola una vasta porzione centro-occidentale, fermandosi verso est alla Grande Catena Divisoria ed al golfo di Spencer e risultando assente anche dalla penisola di Capo York, dal Top End e dal Kimberley. La specie ha beneficiato dell'antropizzazione, estendendo il proprio areale in seguito all'urbanizzazione ed alle opere di irrigazione.
Si tratta di uccelli nomadi, i cui stormi si spostano quasi continuamente nell'ambito dell'areale di distribuzione, fermandosi temporaneamente quando reperiscono delle fonti di cibo: le coppie riproduttive si sedentarizzano durante la nidificazione e l'allevamento della prole, ricongiungendosi poi al resto dello stormo (ridotto agli esemplari non riproduttivi, che frattanto continuano a spostarsi).
L'habitat originario di questi uccelli è rappresentato dalle aree secche, aride e semidesertiche, purché con presenza di alberi isolati dove passare la notte e nidificare: essi popolano praticamente tutti gli ambienti a disposizione, evitando però le aree a vegetazione troppo fitta, sia secche che umide.

## Tassonomia
Alcuni autori riconoscerebbero una sottospecie bonhoti dell'Australia Occidentale, mentre la presunta sottospecie queenslandicus del corvo di Torres si è rivelata ad un esame approfondito facente parte di questo taxon.
La specie è monotipica.